# Streptograminy
Streptograminy – grupa naturalnych antybiotyków oraz ich pochodnych, wytwarzanych przez bakterie z rodzaju Streptomyces. W skład każdej streptograminy wchodzą dwa całkowicie odrębne związki chemiczne, pierwsza grupa tych związków (streptograminy A) są cząsteczkami makrolaktonów zawierających wiele nienasyconych wiązań i należą do niej:
- prystynamycyna IIA
- prystynamycyna IIB
- dalfoprystyna (półsyntetyczna pochodna prystynamycyny IIB)[2].

Natomiast drugą grupę (streptograminy B) stanowią cykliczne heksadepsipeptydy i należą do niej:
- prystynamycyna IA
- wirginamycyna S1
- chinuprystyna (półsyntetyczna pochodna prystynamycyny IA)[2].

Wszystkie streptograminy są bakteriostatyczne, jednak połączenie chinuprystyna-dalfoprystyna, którego działanie jest kilkakrotnie większe niż wynikałoby to z sumy działań tych dwóch związków, ma działanie bakteriobójcze. I właśnie połączenie tych dwóch streptogramin jest bardzo często wykorzystywane ze względu na swoje silne działanie nawet na bakterie oporne na inne antybiotyki.

## Mechanizm działania
Streptograminy hamują syntezę białek bakteryjnych poprzez łączenie się z podjednostką rybosomalną 50S w pobliżu wejścia do tunelu, przez który wychodzi z rybosomu łańcuch peptydowy.  Miejsce wiązania streptogramin B częściowo pokrywa się z miejscem wiązania makrolidów i linkozamidów, przez co podczas powstawania oporności bakterii na któryś z tych antybiotyków, powstaje oporność krzyżowa również na pozostałe dwie grupy antybiotyków (oporność typu MLSB).